# Pia Zambotti
Pia Virginia Zambotti (Fondo, 25 gennaio 1898 – Milano, 10 novembre 1965) è stata un'archeologa italiana.

## Biografia
Figlia di Oreste e Teresa Paoli, che a Fondo erano proprietari di un negozio di stoffe e macchine da cucire, Pia Virginia Zambotti frequenta le scuole superiori a Innsbruck, decidendo poi di proseguire gli studi di paleontologia a Vienna sotto la guida di Giovanni Patroni, a differenza del fratello Luigi, che decise di recarsi a Milano per frequentare il Politecnico.
Nel 1921 Pia sposa l'ingegnere Carlo Laviosa, fondatore delle Autovie Piacentine e responsabile in seguito delle Ferrovie Emiliane, conosciuto a Fondo mentre era impegnato nella costruzione della funicolare del Passo della Mendola; dall'unione tra i due nacque, nell'aprile del 1922, il figlio Luigi, morto nel 1944 durante la Seconda guerra mondiale e insignito con una medaglia d'argento al valore militare per essersi distinto in una battaglia presso Jesi.
Conseguita la libera docenza in paletnologia, Pia insegnò dal 1938 fino alla morte all'Università di Milano, dove seppe ritagliarsi un ruolo di primo piano in ambito accademico. Autrice di diversi contributi a carattere scientifico, la Zambotti si interessò principalmente ai temi del primo popolamento, delle Età del Bronzo e del Ferro, dell'origine dei Reti, della metallurgia alpina e di altri ancora. Rimasta vedova nel 1950, nel 1954 la studiosa ricevette la nomina a membro ordinario della prestigiosa Associazione di studi etruschi, mentre l'anno successivo fu la prima donna a ritirare il premio nazionale e generale della classe di scienze morali, storiche e filologiche indetto dall'Accademia Nazionale dei Lincei, consegnatole dall'allora presidente Giovanni Gronchi.
Pia Zambotti morì suicida a Milano nel 1965; fu sepolta a Fondo nella tomba di famiglia, accanto al figlio. Nel 1977 la Provincia autonoma di Trento acquistò la biblioteca della studiosa, che divenne il nucleo principale di quella (intitolata proprio alla Zambotti) dell'Ufficio beni archeologici della Provincia di Trento, che ad oggi conta circa 28.000 volumi..

## Pubblicazioni
Pia Zambotti è stata autrice di circa un centinaio di scritti a carattere scientifico, tradotti in più lingue e ospitati su riviste italiane, tedesche, svizzere, francesi e spagnole, trovando di conseguenza ampia diffusione a livello europeo.
Di seguito le principali pubblicazioni:
- Le civiltà preistoriche e protostoriche nell'Alto Adige (pubblicata per conto dell'Accademia nazionale dei Lincei), 1938
- Le più antiche civiltà nordiche ed il problema degli indo-europei e degli ugro-finni, 1941 (reperibile qui)
- Le più antiche culture agricole europee, 1943
- Origine e diffusione della civiltà, 1947 (all'edizione in francese fu preposta l'introduzione del noto storico delle religioni Mircea Eliade)
- Origine e destino della civiltà occidentale, 1957
- L'economia nella preistoria e nella storia arcaica, 1964